# Bernhard Rudisch
Bernhard Heinrich Rudisch (* 9. Mai 1964 in Hall in Tirol) ist ein österreichischer Rechtswissenschaftler.

## Leben
Nach dem Diplomstudium (1982–1988) der Rechtswissenschaften an der Universität Innsbruck (Sponsion zum Mag. iur.), dem Post-Graduate-Studium (1988–1989) am European University Institute (Abschluss als Master of Legal Studies in Comparative, European and International Law), dem Doktoratsstudium (1989–1993) der Rechtswissenschaften an der Universität Innsbruck (Promotion zum Dr. iur.), der Habilitation 2004 an der Universität Innsbruck (Lehrbefugnis für Europäisches, Vergleichendes und Internationales Privatrecht sowie Privatversicherungsrecht) ist er seit 2004 außerordentlicher Universitätsprofessor am Institut für Zivilrecht der Universität Innsbruck.

## Schriften (Auswahl)
- Österreichisches internationales Versicherungsvertragsrecht. Das Kollisionsrecht des Versicherungsvertrages vor und nach einem EWR- bzw. EG-Beitritt . Wien 1994, ISBN 3-7007-0444-5.
- Das neue Versicherungsrecht. Gesetzestexte, Materialien, Hinweise. Wien 1994, ISBN 3-85114-174-1.
- mit Anton K. Schnyder und Helmut Heiss (Hrsg.): Internationales Verbraucherschutzrecht. Erfahrungen und Entwicklungen in Deutschland, Liechtenstein, Österreich und der Schweiz. Referate und Diskussionsberichte des Kolloquiums zu Ehren von Fritz Reichert-Facilides. Tübingen 1995, ISBN 3-16-146468-0.